# Manifest Koiné
El manifest Per un veritable procés de normalització lingüística a la Catalunya independent més conegut com el Manifest Koiné és un document presentat al Paranimf de la Universitat de Barcelona per un grup d'intel·lectuals i filòlegs internacionals del Grup Koiné, generalment professionals de la llengua. Tracta l'estatut de la llengua catalana dins una futura república i la convivència amb altres llengües i principalment el castellà.
Entre els més de dos-cents signataris es troben, entre d'altres, Joaquim Arenas i Sampera, Joan-Pere Le Bihan Rullan, Diana Coromines i Calders, Lluís de Yzaguirre i Maura, Josep Ferrer i Ferrer, Àngels Folch i Borràs, Enric Larreula i Vidal, Mercè Lorente i Casafont, Margarida Muset i Adel, Dolors Requena Bernal, Silvia Senz Bueno, Blanca Serra i Puig, Pau Vidal i Gavilán i Josep M. Virgili i Ortiga, Til Stegmann, Isabel-Clara Simó i Monllor.
Des de la seva publicació el 2016, aquest manifest ha despertat i continua despertant una intensa polèmica amb opinions de tota mena.